# Franz von Elsholtz
Franz von Elsholtz (* 1. Oktober 1791 in Berlin; † 22. Januar 1872 in München) war ein deutscher Dichter und Schriftsteller.

Gedichte, 1834

## Leben
Franz Elsholtz stammte aus bürgerlichen Verhältnissen. Er wurde als Sohn eines Kaufmanns in Berlin geboren und besuchte dort das Gymnasium zum Grauen Kloster. 1813 ging er als Freiwilliger zum Militär und nahm als Leutnant an der Völkerschlacht bei Leipzig teil. Er erhielt 1816 die Stelle eines Regierungssekretärs in Köln, machte aber zu Anfang der 1820er Jahre größere Reisen nach Holland und England, zwischen 1823 und 1825 durch Italien. 1827 wurde er mit dem Titel eines Legationsrats zur Leitung des gothaischen Hoftheaters berufen. Ab 1830 lebte er meist in Berlin. Im Februar 1833 heiratete er Gräfin Josepha von Toerring-Seefeld (1789–1877) und wurde 1837 zum herzoglich-sächsischen Geschäftsträger in München ernannt. Am 2. Dezember 1839 wurde er in den Adelsstand erhoben unter den Namen Elsholtz von Blomberg, veröffentlichte aber unter dem Namen von Elsholtz. Ab 1841 erwarb er in Berg am Starnberger See mehrere Grundstücke und ließ sich eine Villa im Landhausstil mit Aussichtsturm errichten, die von Einheimischen als Schloss Elsholz bezeichnet wurde. Die Räumlichkeiten stellte er zweimal jährlich für den Gottesdienst der evangelischen Gemeinde in dieser Gegend zur Verfügung. Im Jahr 1851 zog er sich in seine Villa zurück und starb 1872 in München. Später war das Knabeninstitut Schloss Elsholz vorübergehende Heimat für 110 „gesunde Jungen aller Konfessionen und Nationalitäten“.
Als Schriftsteller trat Elsholtz zuerst auf mit Wanderungen durch Köln und dessen Umgegend (Köln 1820), denen er anonym folgen ließ: Der neue Achilles, historische Skizze aus dem Befreiungskampf der Griechen (Köln 1821). Geringeren Erfolg als sein Lustspiel Komm her! (1823) fanden seine größeren Stücke: Die Hofdame (1825, von Goethe einer besonderen Besprechung gewürdigt), das Trauerspiel Cordova, das Lustspiel Der sprechende Hund und das Vaudeville Les Anglais en France. Gesammelt erschienen seine Schauspiele in drei Bänden (Leipzig 1835–54). Außer zwei Opern: Der Doppelprozeß (Musik von Aloys Schmitt) und Tony der Schütz (Musik vom Herzog Ernst von Coburg-Gotha), veröffentlichte Elsholtz noch: Ansichten und Umrisse aus den Reisemappen zweier Freunde (Berlin 1830–31, 2 Bände), Gedichte (Berlin 1834) und Politische Novellen (Berlin 1838) und zuletzt Veteranenlieder (Leipzig 1865).
Franz von Elsholtz war 1837 Gründungsmitglied des honorigen Münchner Herrenclubs Zwanglose Gesellschaft, in dem sich eine Gruppe Dichter und Denker zum geistigen Austausch zusammenfanden. Diese Gesellschaft gibt es bis heute, ihr gehören seit 1854 auch Künstler, Musiker, Wissenschaftler, Ärzte und Juristen an.

## Werke
- Wanderungen durch Köln und dessen Umgegend, Köln 1820
- (anonym) Der neue Achilles, historische Skizze aus dem Befreiungskampf der Griechen, Köln 1821
- Komm her!, Lustspiel, 1823
- Die Hofdame, 1825
- Cordova, Trauerspiel
- Der sprechende Hund, Lustspiel
- Les Anglais en France, Vaudeville
- Schauspiele, 3 Bde., Leipzig 1835–54
- Der Doppelprozeß, Oper (Musik von Aloys Schmitt)
- Tony der Schütz, Oper (Musik vom Herzog Ernst von Coburg-Gotha)[6]
- Ansichten und Umrisse aus den Reisemappen zweier Freunde, 2 Bde., Berlin 1830–31
- Gedichte, Berlin 1834
- Politische Novellen, Berlin 1838
- Veteranenlieder, Leipzig 1865